# اتحادیه کمونیست‌های یوگسلاوی
اتحادیه کمونیست‌های یوگسلاوی (که قبل از ۱۹۵۲ حزب کمونیست یوگسلاوی نام داشت) حزبی سیاسی بود که از ۱۹۴۵ تا ۱۹۹۱ حزب حاکم بر جمهوری فدرال سوسیالیستی یوگسلاوی بود. مهم‌ترین شخصیت تاریخ این حزب یوسیپ بروز تیتو بود.